# Ивангород-Нарвский
Иванго́род-На́рвский, также Иванго́род — станция Октябрьской железной дороги в Кингисеппском районе Ленинградской области, конечная станция линии Мга — Ивангород. Расположена в городе Ивангород, недалеко от российско-эстонской границы. На станции находится железнодорожный пограничный пункт «Ивангород». 
Железная дорога прошла через Ивангород (тогда район Нарвы) ещё в 1870 году, но без отдельной станции. В 1916 году недалеко от Ивангорода была построена станция Нарва-II, разобранная в межвоенный период. В 1954 году во время строительства Нарвской ГЭС в Ивангороде была открыта новая станция Ивангород-Нарвский. Современное трёхэтажное здание станции построено в 2005 году. 

## Описание

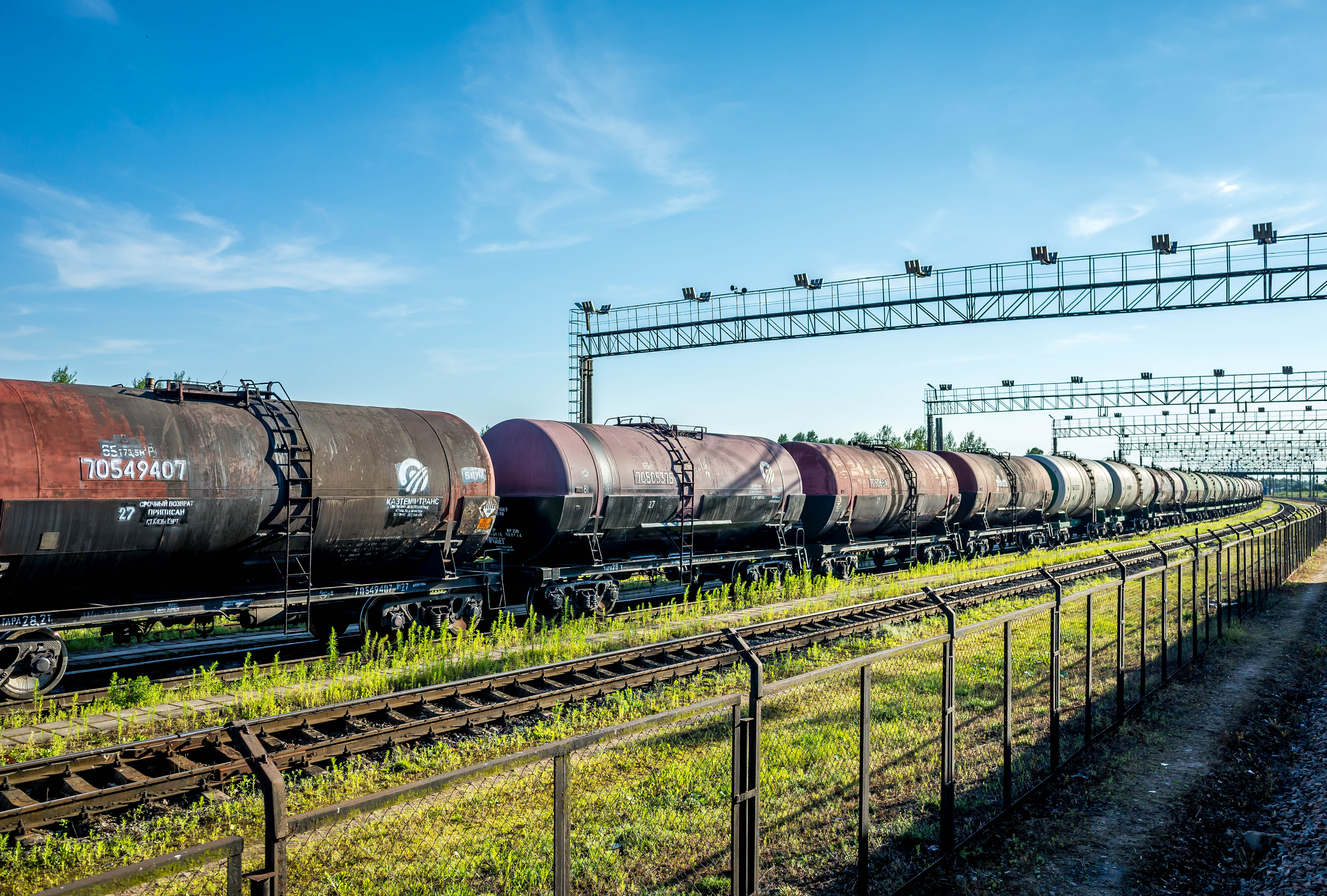
Вагоны-цистерны на станции Ивангород-Нарвский

Станция находится на окраине города, к ней ведут две дороги: одна грунтовая и одна асфальтированная.

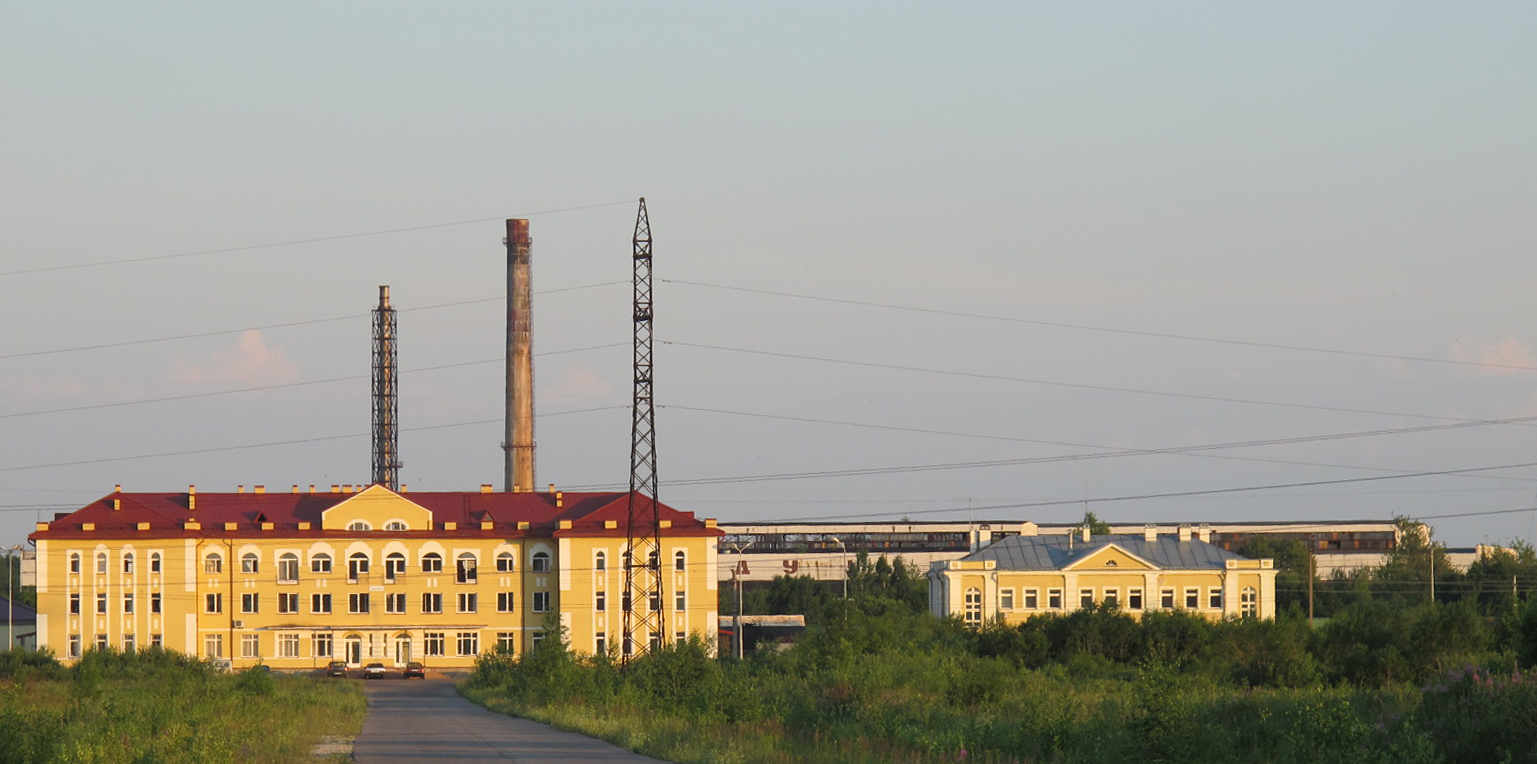
Вокзал станции Ивангород-Нарвский

На станции есть билетные кассы и зал ожидания на 50 человек, занимающие первый этаж административного здания. Билетные кассы не работают со 2 ноября 2020 года.
На станции заканчиваются и начинаются маршруты пригородных поездов:
- 6661 Санкт-Петербург (Балтийский вокзал) — Ивангород-Нарвский;
- 6662 Ивангород-Нарвский — Санкт-Петербург (Балтийский вокзал).

С 1 января 2020 года поезда по обоим маршрутам ходят ежедневно, один раз в день. 
Станция входит в пограничную зону между Россией и Эстонией, для её посещения необходимо предъявить:
- документ, подтверждающий личность;
- пропуск от Пограничного управления ФСБ или документ, подтверждающий уважительную причину посещения[8].

## История

### Нарва-II

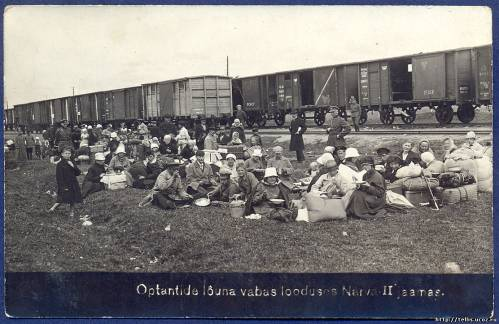
Оптанты-эстонцы на станции Нарва-II (1920)

На месте нынешней станции Ивангород-Нарвский в 1916 году было построено разветвление путей, соединявших железнодорожную линию Петроград — Балтийский порт и линию Псков — Нарва. К югу от развилки, приблизительно в 1,2 км была построена станция Нарва-II, откуда далее на север шли две соединительные ветки на пути в сторону Ямбурга и станции Нарва. Станция использовалась в качестве пункта пограничного контроля после провозглашения независимости Эстонской республики. В 1919 году на станции Нарва-II были остановлены эшелоны с отступающими частями Северо-Западной армии, пропускать которые дальше эстонские власти не желали из-за риска распространения инфекционных заболеваний. В начале 1920-х станция использовалась в качестве пункта приёма оптантов (эстонцев из РСФСР, желавших получить эстонское гражданство и вернуться на родину). После установления государственной границы по Тартускому мирному договору 1920 года часть линии, где находилась станция Нарва-II, оказалась на территории Эстонии и была в дальнейшем разобрана.

### Ивангород-Нарвский
В 1944 году граница между РСФСР и ЭССР была установлена по реке Нарве. Поскольку новая граница отделила район Ивангород от остальной территории города Нарвы, Ивангород был воссоздан как отдельный населённый пункт. 6 мая 1954 года, в преддверии преобразования рабочего посёлка Ивангород в город областного подчинения, на линии Ленинград  — Палдиски была открыта станция Ивангород. Официально станция открылась под наименованием «Ивангород-Нарвский», но краткая форма «Ивангород» встречается в сообщениях СМИ и некоторых административных и судебных документах. Были сооружены платформы, склады, вокзал с залом ожидания и служебными помещениями. На станции останавливались поезда № 61, 62 (Ленинград — Нарва) и № 93, 94 (Ленинград — Таллин). Помимо пассажирского сообщения, станция обслуживала нужды строительства Нарвской ГЭС.
В 1991 году в связи с распадом СССР граница между Россией и Эстонией стала государственной. Железнодорожный пункт пропуска изначально был организован на станции Сала. В 1993—1998 годах «Ленгипротранс» реконструировал станцию Ивангород-Нарвский по заказу МПС России, поскольку новый пограничный статус станции требовал увеличения пропускной способности. В 2005 году было сдано в эксплуатацию новое трёхэтажное административное здание, первый этаж которого отныне занимает вокзал станции. По состоянию на 2007 год, на станции Ивангород велось таможенное оформление только пассажирских поездов, тогда как грузовые поезда продолжали осматриваться и оформляться на станции Сала. С 2005 ведётся комплексная реконструкция железнодорожной линии Мга — Ивангород, включающая в себя электрификацию участка Гатчина — Ивангород. Железнодорожный пункт пропуска Ивангород планировался к включению в федеральную целевую программу «Госграница РФ» (2012—2020), однако этого не случилось. Губернатор Ленинградской области А. Ю. Дрозденко в 2013 году заявил: «На сегодняшний день пункт пропуска на железнодорожной станции „Ивангород“ не обустроен, не оборудован и абсолютно не соответствует требованиям государственных контрольных органов с российской стороны».